# Guidan Basso
Guidan Basso (auch: Gidan Basou, Guidan Bassou) ist ein Dorf in der Landgemeinde Dan-Issa in Niger.

## Geographie
Das von einem traditionellen Ortsvorsteher (chef traditionnel) geleitete Dorf befindet sich rund 22 Kilometer nordöstlich des Hauptorts Dan-Issa der gleichnamigen Landgemeinde, die zum Departement Madarounfa in der Region Maradi gehört. Zu den Siedlungen in der näheren Umgebung von Guidan Basso zählen Gawaro Madatey im Norden und Tapkin Guiwa im Osten.
Das Dorf ist Teil der Übergangszone zwischen Sahel und Sudan. Die durchschnittliche jährliche Niederschlagsmenge beträgt hier zwischen 400 und 500 mm. Bei Guidan Basso verläuft ein Nebental des Goulbin Kaba, das seinen Ursprung in der Gegend hat.

## Geschichte
Während der Cholera-Epidemie von 2018, bei der bis Anfang September in der Region Maradi 2283 Infektionen und 42 Todesfälle erfasst wurden, richtete Ärzte ohne Grenzen Cholera-Behandlungszentren in Guidan Basso, dem Gemeindehauptort Dan-Issa sowie in Madarounfa, Maraka, N’Yelwa, Safo, Sarkin Yamma, Tchida Fawa und Tibiri ein. Dort wurden insgesamt über 1600 Patienten behandelt.

## Bevölkerung
Bei der Volkszählung 2012 hatte Guidan Basso 1871 Einwohner, die in 238 Haushalten lebten. Bei der Volkszählung 2001 betrug die Einwohnerzahl 957 in 147 Haushalten und bei der Volkszählung 1988 belief sich die Einwohnerzahl auf 854 in 126 Haushalten.
Die Bevölkerungsdichte in diesem Gebiet ist für nigrische Verhältnisse hoch.

## Wirtschaft und Infrastruktur
Das Gebiet der Ebenen im südlichen Teil der Region Maradi, in dem Guidan Basso liegt, ist von einer anhaltenden Degradation der ackerbaulichen Flächen gekennzeichnet, die mit der hohen Bevölkerungsdichte in Zusammenhang steht. Im Dorf ist ein Gesundheitszentrum des Typs Centre de Santé Intégré (CSI) vorhanden. Es gibt eine Schule.